# 北海道網走桂陽高等学校
北海道網走桂陽高等学校（ほっかいどうあばしりけいようこうとうがっこう、Hokkaido Abashiri Keiyo High School）は、北海道網走市にある公立（道立）の高等学校である。

## 沿革
- 2008年4月 - 道立網走向陽高等学校と私立網走高等学校を統合して開校。

## 学科
- 全日制課程
  - 普通科
  - 商業科
  - 事務情報科